# Счастливчик Хэнк
«Счастливчик Хэнк» (англ. Lucky Hank) — американский драматический телесериал с Бобом Оденкерком в главной роли. Сюжет основан на романе Ричарда Руссо «Непосредственный человек». Премьера шоу состоялась 19 марта 2023 года на телеканале AMC. 9 декабря 2023 года телеканал AMC закрыл телесериал после одного сезона.

## Сюжет
Сюжет посвящён жизни Уильяма Генри Деверо-младшего, председателя кафедры английского языка в небольшом колледже, переживающего кризис среднего возраста.

## В ролях
- Боб Оденкерк — Уильям Генри Деверо-младший
- Мирей Инос — Лили Деверо
- Дидрих Бадер — Тони Конилья
- Сьюзан Крайер — Грейси Дюбуа

## Эпизоды
| № | Название                    | Режиссёр          | Автор сценария                 | Дата премьеры   | Зрители США (млн) |
| - | --------------------------- | ----------------- | ------------------------------ | --------------- | ----------------- |
| 1 | «Pilot»                     | Питер Фаррелли    | Пол Либерштейн и Аарон Зельман | март 19, 2023   | н/д               |
| 2 | «George Saunders»           | Питер Фаррелли    | Пол Либерштейн и Аарон Зельман | март 26, 2023   | н/д               |
| 3 | «Escape»                    | Дэн Аттиас        | Адам Бэрр                      | апрель 2, 2023  | н/д               |
| 4 | «The Goose Boxer»           | Дэн Аттиас        | Эмма Барри                     | апрель 9, 2023  | н/д               |
| 5 | «The Clock»                 | Джуд Вен Джи      | Джин Кён Фрейзер               | апрель 16, 2023 | н/д               |
| 6 | «The Arrival»               | Неизвестно        | Джасмин Пирс                   | апрель 23, 2023 | н/д               |
| 7 | «The Count of Monte Cristo» | Николь Холофсенер | Тэйлор Броган                  | апрель 30, 2023 | н/д               |
| 8 | «The Chopping Block»        | Неизвестно        | Пол Либерштейн и Аарон Зельман | май 7, 2023     | н/д               |

## Производство
Первая информация о сериале появилась в апреле 2022 года. Было объявлено, что его производством займутся AMC и Tristar Television, а шоураннерами выступят Аарон Зельман и Пол Либерштейн. Боб Оденкёрк был заявлен в качестве продюсера и исполнителя главной роли. Планируется, что первый сезон будет состоять из восьми серий. В январе 2023 года сериал был переименован из «Непосредственного человека» в «Счастливчика Хэнка».
В августе 2022 года, после утверждения на главную роль Боба Оденкерка, к актерскому составу присоединилась Мирей Инос. В следующем месяце роли в сериале получили: Дидрих Бадер, Сара Амини, Седрик Ярбро и Сьюзан Крайер.
Первоначально «Счастливчик Хэнк» был утверждён в программную сетку AMC на весну 2023 года. 10 января 2023 года была объявлена конкретная дата премьеры — 19 марта.

## Отзывы критиков
Рейтинг сериала на сайте-агрегаторе рецензий Rotten Tomatoes составляет 96% со средней оценкой 7,6/10 на основе 45 обзоров. Консенсус критиков отметил: «ещё одну актёрскую удачу Боба Оденкерка». Оценка проекта на сайте Metacritic составляет 70 баллов из 100 на основе 24 рецензий, что приравнивается к «в целом положительному» статусу.